# 庫濟米諾
48°32′29″N 22°34′7″E / 48.54139°N 22.56861°E
庫濟米諾（烏克蘭語：Кузьмино），是烏克蘭的村落，位於該國西部外喀爾巴阡州，由穆卡切沃區負責管轄，始建於1565年，面積0.77平方公里，海拔高度181米，2001年人口216，人口密度每平方公里280.88人。